# روبرت دي ألمندرا فريتاس
روبرت دي ألمندرا فريتاس (16 نوفمبر 1947 - 5 أبريل 2021) طبيب وسياسي برازيلي.

## السيرة الشخصية
نجل فرديناند كارفالو دي ألمندرا فريتاس وماريا دي جيسوس كارفالو دي ألمندرا فريتاس، عمل روبرت كجراح عظام في مستشفى جيتليو فارغاس في تيريسينا، وكان السكرتير الإقليمي للطب الاجتماعي لسيستيما أونيكو دي سايد في بياوي. خدم في الجمعية التشريعية للديمقراطيين في بياوي من 1987 إلى 2003، وأعيد انتخابه في 1990 و1994 و1998. انتخب عمدة خوسيه دي فريتاس في عام 2004 عن حزب العمال، وأعيد انتخابه في عام 2008. ومع ذلك تم عزله وإجباره على ترك منصبه في عام 2010.
توفي روبرت دي ألمندرا فريتاس بسبب كوفيد 19 في تيريسينا في 5 أبريل 2021 عن عمر يناهز 73 عامًا.